# Olivier Proulx
Pour les articles homonymes, voir Proulx.
Olivier Proulx (né le 15 janvier 1982 à Bellefeuille, Québec, Canada) est un joueur de hockey sur glace professionnel canadien,.

## Carrière
Il commence sa carrière en 1998 avec les Screaming Eagles du Cap-Breton de la Ligue de hockey junior majeur du Québec. En 2001, il est échangé aux Voltigeurs de Drummondville puis au Drakkar de Baie-Comeau.
En 2003-2004, il signe avec les Bombers de Dayton de l'East Coast Hockey League. Il joue également sept matchs avec les Lock Monsters de Lowell de la Ligue américaine de hockey. Il passe ensuite deux saisons dans la United Hockey League avec les IceHogs de Rockford, puis la saison 2006-2007 avec les Wildcatters du Texas de l'ECHL.
Au début de la saison 2007-2008, il signe en Allemagne avec le Schwenninger Wild Wings de la 2. Bundesliga mais quitte le club en cours de saison pour signer avec les Jackalopes d'Odessa de la Ligue centrale de hockey.
Il passe la saison 2008-2009 avec le ASG Tours de la Ligue Magnus.
Il a connu une excellente saison en 2009-2010 avec les Jackals d'Elmira de l'ECHL.
Le 31 juillet 2010, il signe un contrat avec les Marquis de Saguenay de la Ligue nord-américaine de hockey.
Le 14 juin 2011, il est échangé à l'Isothermic de Thetford Mines. Le 1er septembre, il signe un contrat avec l'équipe.
Le 27 janvier 2012, il signe un contrat avec les Sundogs de l'Arizona de la Ligue centrale de hockey.
À l'automne 2012, il revient avec l'Isothermic de Thetford Mines, puis le 7 janvier 2013 il est échangé aux Riverkings de Cornwall.
Le 24 septembre 2013 il est échangé aux Braves de Valleyfield en retour de Dominic Chiasson et Steve McJannett et le 13 janvier 2014 au Cool FM 103,5 de Saint-Georges en retour de Bryan Main.

## Statistiques
Pour les significations des abréviations, voir Statistiques du hockey sur glace.
| Saison    | Équipe                         | Ligue         |    | Saison régulière | Saison régulière | Saison régulière | Saison régulière | Saison régulière |   | Séries éliminatoires | Séries éliminatoires | Séries éliminatoires | Séries éliminatoires | Séries éliminatoires |
| Saison    | Équipe                         | Ligue         | PJ | B                | A                | Pts              | Pun              | PJ               | B | A                    | Pts                  | Pun                  |                      |                      |
| 1998-1999 | Screaming Eagles du Cap-Breton | LHJMQ         | 59 | 5                | 9                | 14               | 53               | 5                | 0 | 1                    | 1                    | 0                    |                      |                      |
| 1999-2000 | Screaming Eagles du Cap-Breton | LHJMQ         | 63 | 30               | 49               | 79               | 128              | 4                | 1 | 2                    | 3                    | 2                    |                      |                      |
| 2000-2001 | Screaming Eagles du Cap-Breton | LHJMQ         | 71 | 37               | 56               | 93               | 172              | 12               | 4 | 3                    | 7                    | 18                   |                      |                      |
| 2001-2002 | Voltigeurs de Drummondville    | LHJMQ         | 71 | 42               | 77               | 119              | 179              | 12               | 8 | 12                   | 20                   | 22                   |                      |                      |
| 2002-2003 | Voltigeurs de Drummondville    | LHJMQ         | 27 | 12               | 22               | 34               | 57               | -                | - | -                    | -                    | -                    |                      |                      |
| 2002-2003 | Drakkar de Baie-Comeau         | LHJMQ         | 44 | 27               | 41               | 68               | 93               | 11               | 4 | 4                    | 8                    | 28                   |                      |                      |
| 2003-2004 | Bombers de Dayton              | ECHL          | 67 | 20               | 33               | 53               | 123              | -                | - | -                    | -                    | -                    |                      |                      |
| 2003-2004 | Lock Monsters de Lowell        | LAH           | 7  | 0                | 0                | 0                | 2                | -                | - | -                    | -                    | -                    |                      |                      |
| 2004-2005 | Admirals de Milwaukee          | LAH           | 1  | 0                | 0                | 0                | 0                | -                | - | -                    | -                    | -                    |                      |                      |
| 2004-2005 | IceHogs de Rockford            | UHL           | 80 | 25               | 45               | 70               | 182              | 13               | 3 | 4                    | 7                    | 32                   |                      |                      |
| 2005-2006 | IceHogs de Rockford            | UHL           | 71 | 20               | 44               | 64               | 198              | -                | - | -                    | -                    | -                    |                      |                      |
| 2006-2007 | Wildcatters du Texas           | ECHL          | 71 | 27               | 37               | 64               | 128              | 10               | 1 | 5                    | 6                    | 30                   |                      |                      |
| 2007-2008 | SERC Wild Wings                | 2. Bundesliga | 26 | 7                | 7                | 14               | 36               | -                | - | -                    | -                    | -                    |                      |                      |
| 2007-2008 | Jackalopes d'Odessa            | LCH           | 27 | 12               | 23               | 35               | 48               | 7                | 1 | 2                    | 3                    | 18                   |                      |                      |
| 2008-2009 | ASG Tours                      | Ligue Magnus  | 26 | 7                | 14               | 21               | 85               | 2                | 0 | 0                    | 0                    | 6                    |                      |                      |
| 2009-2010 | Jackals d'Elmira               | ECHL          | 71 | 23               | 46               | 69               | 153              | 5                | 2 | 1                    | 3                    | 2                    |                      |                      |
| 2010-2011 | Marquis de Saguenay            | LNAH          | 42 | 14               | 34               | 48               | 42               | 4                | 1 | 1                    | 2                    | 32                   |                      |                      |
| 2011-2012 | Isothermic de Thetford Mines   | LNAH          | 29 | 14               | 31               | 45               | 40               | -                | - | -                    | -                    | -                    |                      |                      |
| 2011-2012 | Sundogs de l'Arizona           | LCH           | 20 | 8                | 9                | 17               | 28               | -                | - | -                    | -                    | -                    |                      |                      |
| 2012-2013 | Isothermic de Thetford Mines   | LNAH          | 14 | 9                | 10               | 19               | 16               | -                | - | -                    | -                    | -                    |                      |                      |
| 2012-2013 | Riverkings de Cornwall         | LNAH          | 19 | 7                | 18               | 25               | 30               | 9                | 0 | 3                    | 3                    | 20                   |                      |                      |
| 2013-2014 | Braves de Valleyfield / Laval  | LNAH          | 22 | 7                | 12               | 19               | 44               | -                | - | -                    | -                    | -                    |                      |                      |
| 2013-2014 | Cool FM 103,5 de Saint-Georges | LNAH          | 8  | 2                | 4                | 6                | 4                | 5                | 1 | 2                    | 3                    | 10                   |                      |                      |
| 2014-2015 | Cool FM 103,5 de Saint-Georges | LNAH          | 11 | 1                | 7                | 8                | 14               | -                | - | -                    | -                    | -                    |                      |                      |